# Michael Nubelius
Michael Nubelius, född cirka 1678, död 16 mars 1755 i Lund, var en svensk domkyrkoorganist i Lund.

## Biografi
Michael Nubelius föddes omkring 1678. Han var son till tullskrivaren Nils Jönsson Nubelius (död 1706) och Brita Grums (död 1709). Nubeliust studerade i Malmö skola. I januari 1700 blev han domkyrkokantor i Lund. Han gifte sig 1710 i Ystad med Elsa Mårtensdotter (1678–1753). Nubelius blev även 14 maj 1724 domkyrkoorganist i Lunds stadsförsamling efter Alexander Lewerentz. Nubelius avled 16 mars 1755 i Lund.